# Liste der Naturdenkmale in Bad Endbach
Die Liste der Naturdenkmale in Bad Endbach nennt die im Gebiet der Gemeinde Bad Endbach im Landkreis Marburg-Biedenkopf in Hessen gelegenen Naturdenkmale.
| Bild                          | Bezeichnung                                     | Ortsteil, Lage                                                                                 | Beschreibung                                                                        | Art        | Nr.     |
| ----------------------------- | ----------------------------------------------- | ---------------------------------------------------------------------------------------------- | ----------------------------------------------------------------------------------- | ---------- | ------- |
| mehr Fotos \| Fotos hochladen | Hermann Löns Buche                              | Schlierbach, Schelder Wald, nahe der ehemaligen Brabanter-Straße 50° 46′ 50,2″ N, 8° 27′ 36″ O |                                                                                     | Einzelbaum |         |
| BW                            | Dicke Eiche? Schlierbach                        | Schlierbach 50° 45′ 50,4″ N, 8° 27′ 49,1″ O                                                    |                                                                                     | Einzelbaum | 534.818 |
| Fotos hochladen               | Kaiserlinde, gepflanzt 1888 im Drei-Kaiser-Jahr | Wommelshausen 50° 45′ 44,3″ N, 8° 29′ 50″ O                                                    | gegenüber der Friedhofseinfahrt, Straße Wommelshausen-Hütte                         | Einzelbaum | 260     |
| BW                            | Rotbuche                                        | Dernbach, In der Haus 50° 47′ 13,6″ N, 8° 30′ 24,5″ O                                          | Etwa 120 Jahre alter Einzelbaum (früher eine Baumgruppe), 25 m hoch, Umfang 3,58 m. | Einzelbaum | 261     |
| Fotos hochladen               | Dicke Eiche                                     | Wommelshausen Neue Siedlung 50° 45′ 42,1″ N, 8° 30′ 14,4″ O                                    | Etwa 500 Jahre alter Einzelbaum am Weidenhäuser Weg.                                | Einzelbaum |         |
| Fotos hochladen               | Heul-Eiche                                      | Wommelshausen 50° 44′ 37,2″ N, 8° 30′ 42,7″ O                                                  | Etwa 400 Jahre alter Einzelbaum (Grenzbaum) mit ca. 24 m großer Krone.              | Einzelbaum |         |

## Hinweis
Bei einigen weiteren Objekten im Gemeindegebiet ist der Status als Naturdenkmal nicht belegt.

## Belege
1. ↑  
Naturdenkmale in Hessen. (pdf; 405 kB) Anlage zu Kleine Anfrage der Abg. Ursula Hammann (BÜNDNIS 90/DIE GRÜNEN) vom 15.04.2011 betreffend Biotopverbund Teil 2 und Antwort der Ministerin für Umwelt, Energie, Landwirtschaft und Verbraucherschutz. Hessischer Landtag, 22. Juni 2011, S. 90–102, abgerufen am 4. Februar 2016.
2. ↑  Verordnung über „16 Einzelbäume und Baumgruppen“ als Naturdenkmale vom 15.01.2023. Landkreis Marburg-Biedenkopf, 15. Januar 2023, abgerufen am 11. März 2023.
3. ↑  Horst W. Müller: Heul-Eiche und Dicke Eiche, Hinterländer Geschichtsblätter Nr. 3, Oktober 2002, Biedenkopf
4. ↑  Die Dicke Eiche gilt als Naturdenkmal, Beleg fehlt noch
5. ↑  siehe Dicke Eiche
6. ↑  Die Heul-Eiche gilt als Naturdenkmal, Beleg fehlt noch

- Karte mit allen Koordinaten:
- OSM |
- WikiMap